# باتريك أوكونور
باتريك أوكونور (بالإنجليزية: Patrick O'Connor)‏ هو سياسي أسترالي، ولد في 26 مايو 1862، وتوفي في 12 يونيو 1923. انتخب عضو الجمعية التشريعية فيكتوريا.